# Saponaria caespitosa
Espèce
Classification phylogénétique
La saponaire cespiteuse  ou saponaire gazonnante  (Saponaria caespitosa DC.) est une plante herbacée de la famille des Caryophyllaceae, endémique des Pyrénées, qui pousse dans les éboulis, les rochers et qui peut atteindre l'altitude de 2 100 m.

## Description
Petite plante de 10 à 20 cm, aux fleurs rose vif et au calice rougeâtre et velu.